# Booneacris
Booneacris is een geslacht van rechtvleugeligen uit de familie veldsprinkhanen (Acrididae). De wetenschappelijke naam van dit geslacht is voor het eerst geldig gepubliceerd in 1962 door Rehn & Randell.

## Soorten
Het geslacht Booneacris omvat de volgende soorten:
- Booneacris alticola Rehn & Randell, 1962
- Booneacris glacialis Scudder, 1862
- Booneacris polita Scudder, 1899
- Booneacris variegata Scudder, 1897